# Zoboomafoo
《Zoboomafoo》는 미취학 아동을 대상으로 한 미국과 캐나다의 교육 텔레비전 프로그램이며, 프로그램의 무대가 되는 가상의 거리 이름이다.